# Turniura

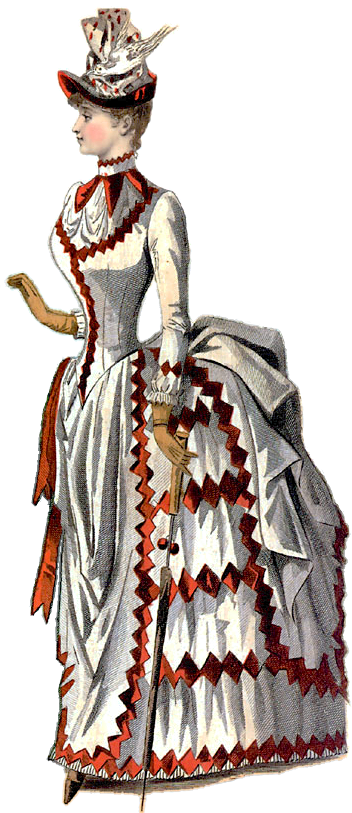
Dama w sukni z turniurą, lata 80. XIX wieku

Turniura, tiurniura, cul de Paris (fr. tournure) – stosowany głównie w drugiej połowie XIX wieku element sukni, podkreślający tył bioder i nadający kobiecej sylwetce kształt litery S.
Kopulasty kształt spódnicy zaczął zmieniać się w połowie lat 60. XIX wieku – krynolina stała się mniejsza, jednocześnie wydłużając się z tyłu i tworząc tren. Ostatecznie znikła całkowicie na przełomie lat 60. i 70., zastąpiona przez turniurę; tył spódnicy zaczęły zdobić upinane draperie: spiętrzone fałdy podkreślane wstążkami. Kształt tyłowi sukni nadawał specjalny stelaż, wywodzący się początkowo ze stelaża krynolinowego. Stopniowo stelaż ten skracał się, aż pod koniec lat 70. ustąpił różnego rodzaju specjalnym konstrukcjom i poduszkom umieszczanym na pośladkach.

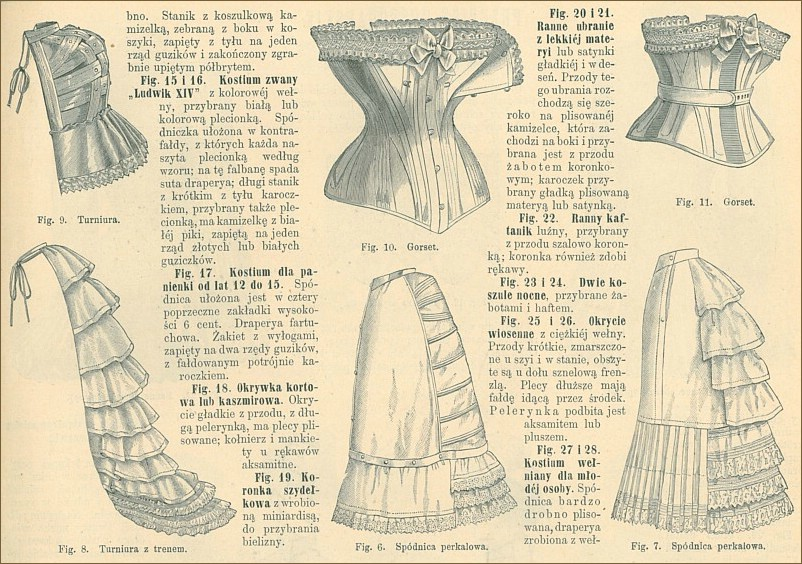
Typy turniur i dostosowane do nich halki w dodatku do czasopisma „Świt” z 1884 roku

Po krótkiej przerwie około roku 1880 – gdy spódnica stała się wąska, z rozłożystym i bogato zdobionym trenem – turniura powróciła w nieco zmienionym kształcie. Z sukni dziennych zniknął tren, zaś spódnica przestała być mocno rozkloszowana. Modne stały się drapowania asymetryczne.
Wielkie turniury utrudniały poruszanie się z trenem, stąd w strojach balowych bywały mniejsze. Jako niewygodne i nadające kobiecie nienaturalny kształt stały się też przedmiotem karykatur.
Turniura zaczęła zanikać w końcu lat 80. XIX wieku wraz ze zmieniającym się krojem spódnicy. Na przełomie XIX i XX wieku pojawiły się gorsety cofające biodra, a przesuwające w przód górną część ciała. W okresie secesji sylwetka kobiety nadal miała kształt litery S, jednak turniura nie była już używana.